# Claude Makélélé
Claude Makélélé Sinda (Kinshasa, 18 de fevereiro de 1973) é um ex-futebolista e técnico congolês naturalizado francês que atuava como volante.

## Carreira
Filho de um internacional do Zaire, a infância de Claude Makélélé foi muito dura. Criado na mais extrema pobreza no que é atualmente a República Democrática do Congo, a sua família teve que emigrar, em busca de melhor sorte e para fugir da perseguição política, em direcção a França.
O jovem Makélélé cresceu numa cidade dos arredores de Paris (Savigny-le-Temple), desenvolvendo a sua paixão pelo futebol na rua. No entanto, até aos 16 anos, o médio ainda não tinha abandonado a sua pequena cidade, altura em que a academia futebolistica de Brest, na Bretanha, o convidou a melhorar as suas qualidades, depois de o observar em torneios regionais.
Longe da sua família, Makélélé passou momentos difíceis, apesar de ter trabalhado duro para melhorar. Quando tinha 18 anos, o Nantes, uma das melhores escolas de França fixou-se nele e contratou-o. Robert Budzinski, o director desportivo dos "canários" queria um novo Alain Giresse. No ano seguinte começou a jogar assiduamente com a camisola do Nantes, onde formou uma grande dupla com Christian Karembeu.

### A França torna-se pequena
Nas suas cinco temporadas no Nantes, Claude conseguiu conquistar um campeonato e continuar a melhorar as suas prestações especialmente as defensivas no centro do terreno. Em 1997 chegou ao Olympique de Marselha, onde não se contou muito com ele, apesar de já se ter estreado na principal selecção francesa e de ter disputado os Jogos olímpicos de 1996.
O Celta de Vigo foi a paragem seguinte do gaulês, que nas suas duas épocas ao serviço do clube galego alcançou a fama suficiente para que Vicente Del Bosque solicitasse a sua contratação para o Real Madrid. Com os "merengues" ganhou prestígio e deslumbrou, tornando-se indiscutível no centro do terreno e acrescentando títulos ao seu palmarés, entre os quais se destacou a Liga dos Campeões da UEFA de 2002. Mas o seu salário estava muito longe de alguns dos seus companheiros de equipa, os denominados "Galácticos", e Makélélé reclamou um aumento dos seus rendimentos, de acordo com as suas prestações. Florentino Pérez negou-a e o francês entrou em choque até conseguir a sua saída em direcção ao Chelsea de Roman Abramovich

### Craque Mundial
O trabalhador Makélélé chegou a Londres para abraçar um novo projecto, no qual foi sempre indiscutível, primeiro com Claudio Ranieri e depois com José Mourinho. Após uma primeira temporada sem títulos, chegaram dois campeonatos e um sem fim de contratações para alcançar o principal objectivo deste projecto, a Liga dos Campeões. Com Mourinho no banco, o francês tem sido sempre o líder do meio-campo "blue".
Além disso, neste período de tempo disputou duas Copas do mundo e um Europeu. Particularmente brilhante foi a sua performance no último campeonato do mundo na Alemanha, onde a dupla que formou com Patrick Vieira foi uma das chaves do êxito da sua selecção, que chegou a final, que acabaria por perder para a Itália. Agora, na recta final da sua carreira, o médio defensivo continua a ser um dos melhores do mundo na sua posição.

### De volta a França
Em Julho de 2008 Makélélé voltou a França e assinou pelo PSG.
Ao final da temporada 2010–11, Makélélé anuncia sua aposentadoria, juntamente com seu colega de time Grégory Coupet.

## Títulos
Nantes
- Campeonato Francês: 1994–95

Real Madrid
- Copa Intercontinental: 2002
- Liga dos Campeões da UEFA: 2001–02
- Supercopa da UEFA: 2002
- Campeonato Espanhol: 2000–01 e 2002–03
- Supercopa da Espanha: 2001 e 2003

Chelsea
- Campeonato Inglês: 2004–05 e 2005–06
- Copa da Inglaterra: 2006–07
- Copa da Liga Inglesa: 2004–05 e 2006–07
- Supercopa da Inglaterra: 2005

Paris Saint-Germain
- Copa da França: 2009–10